# NGC 5203
NGC 5203 (również PGC 47610) – galaktyka eliptyczna (E-S0), znajdująca się w gwiazdozbiorze Panny. Odkrył ją William Herschel 4 lutego 1786 roku.